# Ориентализм (книга)
«Ориентализм» —  книга американского литературного критика палестинского происхождения Эдварда В. Саида, опубликованная в 1978 году. 
В работе автором критикуется западный подход к восприятию, пониманию, интерпретации, исследования Востока, взаимодействия с ним. Для наименования этого подхода, которому, по Саиду, свойственна необъективность и предвзятость предлагается термин ориентализм. Согласно автору книги, ориентализм — символ европейской власти над Востоком. Ориенталистский «Восток» — артефакт Запада. Книга Саида оказала значительное воздействие на социальные и гуманитарные дисциплины на рубеже XX—XXI веков, став основополагающей работой  для постколониальных исследований.

## Определение ориентализма
В своей работе о Востоке Саид использует два термина — «East» и «Orient». Понятие East употребляется в географическом смысле, а Orient — в культурном.
Согласно Саиду, Восток (Orient), ориентализм — европейское изобретение, европейская идея Востока. Ориентализм не изображает Восток как реальность, естественную данность, не описывает его как регион. Ориентализм есть исследование Востока, основывающееся на установках западного сознания. Европейское восприятие Востока основывается на теории и практике, на определенной идеологии, которая затем преобразуется в политическое решение. Он предполагает существование, наличие определенных рамок, фильтра, ограничивающих размышления о Востоке и формирующих определенную систему знаний о нём. Ориентализм — идея, имеющая историю и традицию, и согласно которой, Восток рукотворен. В Ориентализме присутствует предвзятость в обсуждении тем Востока, арабов, ислама.
Цель, которой задаётся Саид в своей работе, заключается в исследовании ориентализма и попытке ответить на вопрос, каким образом империалистическая направленность ориентализма повлияла на подчинение этой идеологии и таких сфер, как филология, лексикография, история, биология, политическая и экономическая теория, художественная литература и лирическая поэзия и т.д. Во введении Саид пишет:

...я рассматриваю ориентализм как динамический обмен между отдельными авторами и крупными политическими темами (concerns), заданными тремя великими империями — Британской, Французской и Американской — на чьей интеллектуальной и имагинативной территории это письмо (writing) создавалось.
Автор разделяет скрытый и явный ориентализм. Последний присутствует в политике и идеологии, а скрытый — это неосознанное восприятие Востока, неосознанная приверженность определенным взглядам на Восток. Саид акцентирует внимание на изучении ориентализма и ориенталистских текстов Великобритании, Франции и США, объясняя свой выбор тем, что  наиболее активную имперскую политику на Ближнем Востоке проводили Великобритания и Франция, а после Второй Мировой войны — США.
Во введении автор дает несколько взаимосвязанных определений ориентализма. Первое определение ориентализма академическое, то есть значение, в котором термин используется в академических кругах. Ученые, например, историки, антропологи, которые занимаются Востоком, являются ориенталистами, и та область, которую они исследуют, называется ориентализмом. Согласно второму определению Саида, ориентализм — это стиль и образ мышления, который основывается на противопоставлении сути и способе познания «Востока» и «Запада»:

Ориентализм — это стиль мышления, основанный на онтологическом и эпистемологическом различении «Востока» и (почти всегда) «Запада»
В таком значении ориентализм понимают деятели искусства, политических наук, служащие государственных ведомств.
Помимо академической и имагинативной традиций понимания термина, есть третье понимание ориентализма, и оно несет более материальный и исторический оттенок. Ориентализм — способ общения с Востоком, в котором доминирует западный стиль и западное понимание, что предполагает определенный, западный характер суждений, оценок, взглядов в отношении Востока, в чем проглядывается идея осуществлять власть над Востоком. Для описания ориентализма Саид обращается к понятию дискурса Мишеля Фуко:

Моя позиция заключается в том, что без исследования ориентализма в качестве дискурса невозможно понять исключительно систематичную дисциплину, при помощи которой европейская культура могла управлять Востоком — даже производить его — политически, социологически, идеологически, военным и научным образом и даже имагинативно в период после эпохи Просвещения

## Концепция репрезентации
В качестве эпиграфа к книге Саид использует цитату из работы Карла Маркса «Восемнадцатое брюмера Луи Бонапарта» — «Они не могут представлять себя, их должны представлять другие». Согласно Саиду, ориентализм — это политическая, социологическая, идеологическая, военная и научная репрезентация. Эдвард В. Саид в своей работе говорит о том, что концепция репрезентации имеет большое значение в современной европейской традиции. В отличие от презентации, репрезентация вытесняет предмет исследования, сам субъект и заменяет его образными конструкциями. Согласно установкам ориентализма, Восток не может говорить сам за себя, не может презентовать себя, он нуждается в том, чтобы за него говорили, в репрезентации, а значит нуждается в европейской науке. Восток репрезентируется в европейских исторических, филологических, художественных, имагинативных текстах, в политических договорах. Ориентализм был одной из предпосылок военной кампании Наполеона в Египет, строительства Суэцкого Канала и т.д. Согласно Саиду,

Ориентализм — это культурная и идеологическая репрезентация, дискурс с соответствующими институтами, словарем, ученой традицией, образным рядом, доктринами, колониальными бюрократиям
Репрезентация подрывает возможность познания сути. Саид критикует и показывает несостоятельность такого метода и идеологической позиции. Однако ориентализм — это не только комбинация из репрезентаций о Востоке (Orient).
Ориентализм является результатом культурной гегемонии Запада, суть которой воплощается в идее европейского превосходства над другими неевропейскими народами. Подобное культурное доминирование придает силу и прочность ориентализму, а превосходство закладывает основу для формирования определенного отношения к Востоку. В XIX веке использование писателем слова «восточный», у читателя непроизвольно вызывало в воображении ассоциации с чувственностью, отсталостью, нецивилизованностью, склонностью к деспотизму и т.д. В XX веке взгляд на Восток и арабов не поменялся: упоминание о Востоке либо вызывало страх («желтая угроза», «монгольские орды», «смуглые доминионы»), либо необходимость держать его под контролем (за счет умиротворения, исследования , развития, оккупации. Такой ряд клише и убеждений воспринимался как само собой разумеющееся и не подвергался сомнению. Исследование Востока основывалось на полновластном западном сознании.
Особое внимание Саид уделяет отражению ориентализма в литературе. В литературных репрезентациях яркой линией проходит восприятие Востока как места раскрепощения, фантазий, эротических желаний. В своей работе Эдвард В. Саид упоминает таких деятелей науки, литературы, как Антуан Исаак Сильвестр де Саси, Эрнест Ренан, Луи Массиньон, Эдвард Уильям Лэйн, Гюстав Флобер, Франсуа Рене де Шатобриан, Ричард Бёртон и т.д.

## Ориентализм как имперская традиция
Взаимодействие Запада с Востоком из условий академического исследования в библиотеках, университетах, археологических экспедициях в последние столетия перетекло во взаимоотношения империи и её колонии.
Ориентализм — симулякр Востока, созданный на Западе, для нужд Запада, для поддержания его империалистических интересов и сохранения гегемонии.
Отношение Запада и Востока — это отношение силы, господства Запада и Востока, который сделали ориентальным. Позиция Саида заключается в том, что ориентализм — это совокупность средств и инструментов (таких как искусство, наука и т. д.) для обеспечения доминирования Запада на Востоке и сохранения империалистических позиций. Саид приводит в пример сюжет о «Бремени белого человека» Р. Киплинга, в котором белый человек — певец империи, и он осуществляет «миссию» Запада. Согласно Саиду, ориентализм является оправданием имперских интересов и претензий Запада и приобрел имперский контекст после завоевания Наполеоном Египта в 1798 году. В течение XIX века во Франции и Великобритании ориентализм укреплял свои позиции, так как необходимо было объяснить, в частности, для офицеров, служащих в колонизованных странах, и оправдать, легитимизировать политическое доминирование обеих ведущих империй на Востоке. Запад говорит о Востоке с позиции империализма, расизма и этноцентризма.

## Европейская идентичность
Идея ориентализма соотносится с идеей Европы. Для формирования идентичности Запада, Европе было необходимо существование иного, противоположности, Другого. Согласно Саиду, конструирование, изобретение западной идентичности основывалось на противопоставлении «нас» и «их». Кроме того, Восток помог Европе (или Западу) определить по принципу контраста свой собственный образ, идею, личность, опыт. Отправной точкой противопоставления Запада Востоку Саид считает греко-персидскую войну (с 492 по 449 гг. до н.э.) и Древнюю Грецию, сравнивавшей свою свободу с её отсутствием на Востоке.

## Знание и власть
По мнению Саида, не существует «чистого» знания, на которое не оказывают влияние идеологические установки. На писателя или ученого так или иначе оказывают влияние такие факторы, как жизненные обстоятельства, принадлежность к определенному классу, система ценностей и т.д. Поэтому влияние, которое оказывает на литературу идеология, неизбежно. Саид упоминает такие известные фамилии, как Джон Стюарт Милль, Арнольд, Карлейль, Ньюмен, Маколей, Рёскин, Джордж Элиот, Чарльз Диккенс, для подтверждения того, как проживание в империи оказывает влияние на формирование определенных взглядов в отношении империализма, расы и т.д.

А потому ориентализм не есть ни только лишь политическое образование или сфера, пассивно отражаемая культурой, гуманитарной наукой или институтами, ни громадное и хаотичное собрание текстов о Востоке, ни выражение и проявление какого-то гнусного «западного» империалистического заговора с целью держать «восточный» мир в подчинении. Скорее, это распространение геополитического сознания на эстетические, гуманитарные, экономические, социологические, исторические и филологические тексты.
Также для ориентализма характерно большое литературное, научно-исследовательское наследие, которое является основой, фундаментом для появления и создания последующих ориенталистских текстов. Каждый, пишущий о Востоке в рамках ориентализма, переформулирует, воспроизводит уже озвученные мысли, ссылается на уже написанные работы по этой тематике. Такая «текстуальная» культура делает вклад в дальнейшее распространение различных ярлыков, клише и предубеждений о Востоке. Наполеон, готовясь к завоеванию Египта, имел представление о Востоке, составленное на основе мифов, прочитанных текстов, воображения, однако, оно не было подкреплено какими-либо фактами, полученными эмпирическим путем, столкновением с реальностью. Некоторые ученые, изучавшие Восток, напрямую никак не соприкасались с регионом, не бывали там, изучали его по книгам. Таким образом, знание о Востоке является не истинным, а воссозданным, сконструированным.

## Ислам и ориентализм
Саид показывает как ориентализм повлиял на европейский взгляд в отношении исламской религии. По причине многочисленных нападений, осуществленных исламскими государствами на Европу, ислам воспринимался как угроза. Поэтому впоследствии, как отмечает автор, исламская религия символизировала терроризм, варварство, разрушительную силу. С того момента как европейские христианские ученые воспринимали ислам как ересь, а пророку Мухаммеду навязывали ярлык «обманщика»: 

Личности Мухаммеда в Средние века приписывали большое число свойств, соответствующих «чертам провозвестников «свободного духа»(Free Spirit) (XII век), которые действительно появились тогда в Европе, требовали к себе доверия и собирали последователей
В Средние века и в раннем Ренессансе развитие определенного христианского образа ислама подкреплялось появлением произведений в области поэзии, различных дебатов в научной среде и укоренившимися народными предрассудками. В эпоху средневековья ислам являлся образом и интерпретировался для нужд средневекового христианства. Саид говорит о том, что и в XX веке ислам редко становится объектом серьезного исследования, а те работы, которые все же были посвящены этой тематике, носят характер тенденциозного теоретизирования, идеологически направлены, догматичны.

## Критика
Книга Саида вызвала резонанс, спровоцировала борьбу мнений. Главным критиком «ориентализма» Саида стал Бернард Льюис, британский и американский историк, востоковед. Ученый обвиняет Саида в том, что автор «Ориентализма» придал негативный оттенок «почтенному» термину, в том, что свое исследование проводил на основе вторичных источников и, в целом, не предоставил весомые факты. Бернард Льюис видит самую слабую сторону «Ориентализма» в невозможности опровержения книги, так как в ней отсутствует связность изложения, она составлена из оборванных цитат и ошибочных переводов, грешит повторами и одних и тех же тезисов, а объект его изучения крайне не ясен. По мнению Льюиса, Саид со своим текстом лавирует между похвальным словом и доносом. Настойчивость, с которой Саид делает вид, что Востока не существует, что это лишь изобретение западного разума и конструкт ориенталистов, столь же невероятна. Если Востока нет, то его невозможно лишить каких-либо природных свойств. Как отмечает Льюис, Саид непоследователен, и с его пера часто соскальзывает выражение «истинный Восток», например, когда он пишет об ориентализме второй половины XX века, который противостоит «другому Востоку, готовому принять вызов и политически вооруженному».
Другим известным критиком работы Саида являлся Роберт Ирвин, британский специалист по истории средних веков Арабского и Ближнего Востока, автор книги «Ради жажды познания: Ориенталисты и их враги» Книга считается проявлением защиты метода критического рационализма. Ирвин критикует Саида за слабое знакомство с предметом исследования. Согласно Ирвину, Саид, уже по традиции, как и многие представители западного научного сообщества, обошел вниманием мнение арабских ученых, их труды:

Если прибавить сюда наиболее прославленных арабских историков, писавших на своем языке, то список может занять всю оставшуюся часть книги. Но Саид не хочет, чтобы арабы сами себя представляли, и именно он отрицает их право на свободу слова. Если почитать анти-ориенталистские труды арабских писателей, Анвара Абдель-Малека, А.Л.Тибави и Абдаллы Ларуи, становится ясно, что Саид не смог бы написать «Ориентализм» без своих предшественников.
Ирвин в своей книге акцентирует особое внимание на том, как «Ориентализм» был воспринят в арабском мире, арабской прессой, и подчеркивает несовершенство постмодернистского подхода Саида:

Садик Джалаль Аль-Хазм в своей блестящей статье «Ориентализм наоборот» соглашается с Саидом по поводу твердолобости ориенталистов и их стремления создать «онтологический ров» между Востоком и Западом, но обвиняет его самого в стереотипизированном восприятии ориентализма и в придании исламу гротескного облика. [...] Аль-Хазм думает, что в глазах Саида репрезентация более значима, чем реальность, и что его враждебность к любой схематизации и кодификации знания объясняется его иррациональностью.
Ирвин упрекает Саида в использовании недостоверных фактов или же в полном их отсутствии, а также в игнорировании немецкого ориентализма (к которому относится и русское востоковедение и литература об ориентализме, написанная на латыни) и в изучении Востока, который ограничивается лишь арабским миром, не охватывая Турцию (Оттоманскую империю) и Иран (Персию). Также Ирвин указывает на ошибочное утверждение Саида о том, что с XVII веке в Средиземноморье доминировали Франция и Великобритания, когда там правили турки, соперничая с венецианцами.
А. В. Гордон (в 2020) указывал данную книгу «ставшей необычайно популярной в постсоветской конспирологии и остающейся влиятельной в сегодняшнем мире на Востоке и Западе как разоблачение в образе европейской ориенталистики империалистического заговора, направленного на духовное порабощение народов Востока».